# Florence Giorgetti
Pour les articles homonymes, voir Giorgetti.
Florence Giorgetti, née le 15 février 1943 dans le 9e arrondissement de Paris et morte le 31 octobre 2019 dans le 12e arrondissement de Paris, est une actrice française.

## Biographie
Florence Danielle Charlotte Giorgetti naît le 15 février 1943 dans le 9e arrondissement de Paris.
Elle a commencé sa carrière au milieu des années 1960 dans Les Troyennes d'Euripide, mise en scène de Michael Cacoyannis, au TNP, théâtre de Chaillot et au festival d'Avignon. Puis Robert Hossein la met en scène dans La Moitié du plaisir de Steve Passeur, Jean Serge & Robert Chazal au Théâtre Antoine en 1968. Elle croise la route de Jean-Louis Barrault en 1970 qui la met en scène dans Jarry sur la butte, puis celle de Pierre Debauche à Nanterre en 1971 dans La Cerisaie d'Anton Tchekhov.

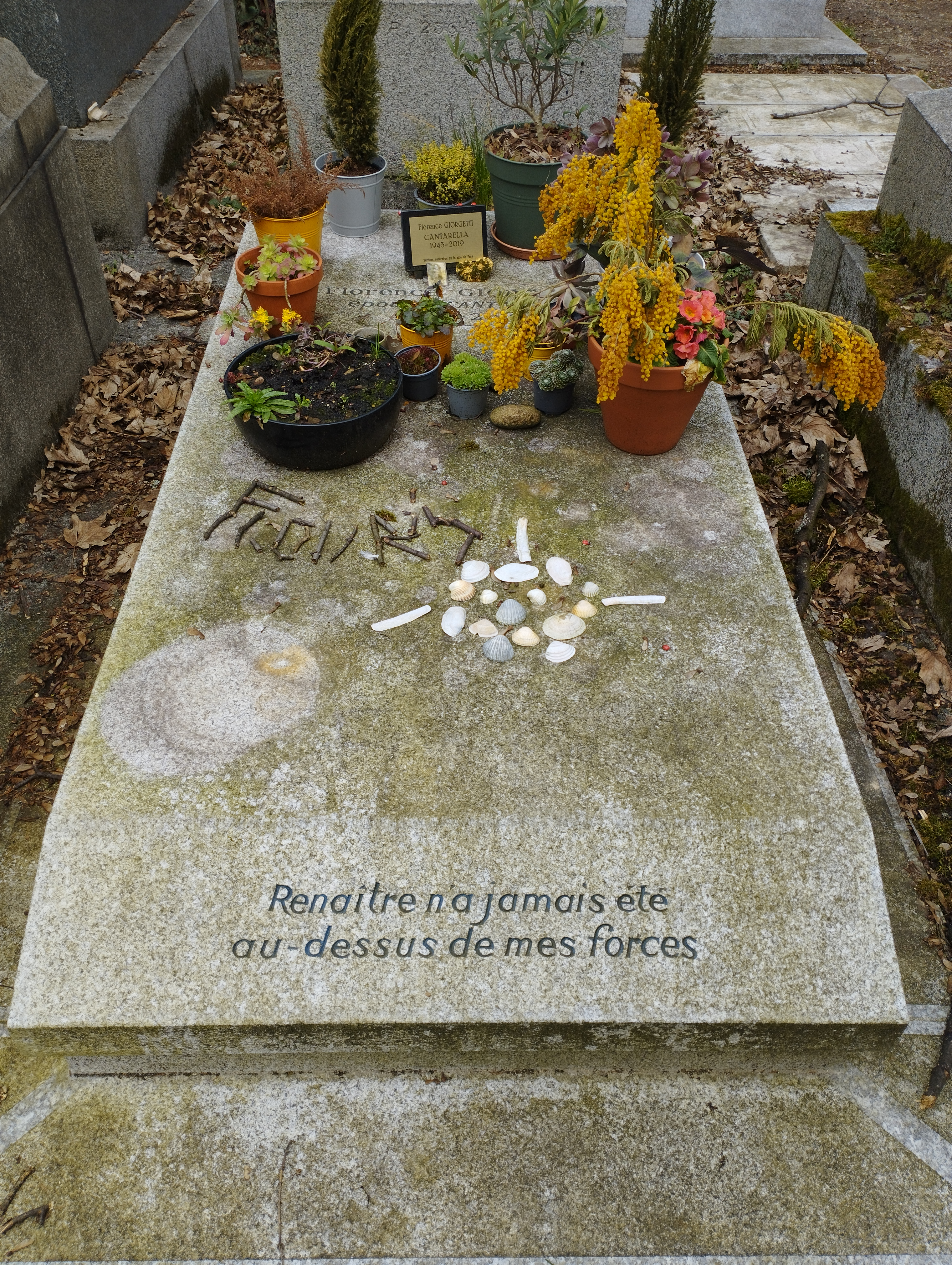
Tombe de Florence Giorgetti au cimetière du Père-Lachaise (division 86).

Dans les années 1980, la rencontre avec l'auteur Philippe Minyana est déterminante. Florence Giorgetti joue dans Ariakos, une mise en scène Jean-Christian Grinevald et Christian Schiaretti en 1983 au Théâtre du Quai de la Gare. Puis ce sera Inventaires en 1987 et Les Petits aquariums présenté tout juste après l’inauguration du théâtre national de La Colline à l’hiver 1989.
Dans les années 1990, Florence Giorgetti est souvent associée aux mises en scène de Robert Cantarella, puis de Philippe Calvario. En 2000, elle met en scène Madame Ka de Noëlle Renaude.
Elle meurt le 31 octobre 2019 dans le 12e arrondissement de Paris, à l'âge de 76 ans. Elle est inhumée au cimetière du Père-Lachaise (division 86).

### Vie privée
En 1968, Florence Giorgetti épouse Pierre Arditi, avec qui elle a un fils, Frédéric, né en 1969, peintre. Ils divorcent en 1979.
En 1984, elle épouse le metteur en scène de théâtre et de cinéma Robert Cantarella.

## Filmographie

### Cinéma
- 1962 : Le bureau des mariages de Yannick Bellon (court métrage)
- 1966 : Massacre pour une orgie de Jean-Pierre Bastid : Florence
- 1967 : Jerk à Istanbul de Francis Rigaud : une entraîneuse
- 1967 : Je, tu, elles... de Peter Foldes : la femme interviewée qui consomme les maris des autres
- 1971 : La Cavale de Michel Mitrani : une détenue
- 1971 : Le Revolver et la Rose de Jean Desvilles : Catherine
- 1971 : Boulevard du rhum de Robert Enrico : une invitée chez Linda
- 1973 : La Grande Bouffe de Marco Ferreri : Anne
- 1973 : Une saison dans la vie d'Emmanuel de Claude Weisz
- 1974 : Moi je veux voir la mer... de Christian-Paul Arrighi : Jeanne
- 1975 : Le Gitan de José Giovanni  : la serveuse de Ninie
- 1976 : Calmos de Bertrand Blier : une voyageuse du RER
- 1976 : Oublie-moi, Mandoline de Michel Wyn : Jocelyne
- 1977 : À chacun son enfer d'André Cayatte : une secrétaire
- 1977 : La Dentellière de Claude Goretta : Marylène
- 1977 : Un amour de sable de Christian Lara : Danielle
- 1977 : Cet obscur objet du désir de Luis Buñuel : voix française d'Angela Molina
- 1978 : L'Amour en question d'André Cayatte : Gisèle Polmi
- 1979 : New York after midnight de Jacques Scandelari : Monique Raymond
- 1979 : Au bout du bout du banc de Peter Kassovitz : Brigitte
- 1979 : Melancoly Baby de Clarisse Gabus : Claire, l'amie d'Olga
- 1979 : Subversion de Stanislav Stanojevic : Simone
- 1979 : L'extraordinaire ascension de Maurice Bellange de Bruno Decharme (court métrage) : la mère
- 1980 : Un escargot dans la tête de Jean-Étienne Siry : Hélène
- 1980 : Un homme en fuite de Simon Edelstein : Élisabeth
- 1981 : San-Antonio ne pense qu'à ça de Joël Séria : la directrice du théâtre
- 1981 : Pourquoi pas nous ? de Michel Berny : la directrice du théâtre
- 1982 : Nestor Burma, détective de choc de Jean-Luc Miesch : Madeleine Souldre
- 1983 : Prends ton passe-montagne, on va à la plage d'Eddy Matalon : Marie-Ange Satcher
- 1983 : Attention ! Une femme peut en cacher une autre de Georges Lautner : Zelda
- 1984 : Les Parents ne sont pas simples cette année de Marcel Jullian : Pauline
- 1985 : Escalier C de Jean-Charles Tacchella : Charlotte
- 1987 : Papillon du vertige de Jean-Yves Carrée : Flora Grey
- 1988 : Encore/Once More de Paul Vecchiali : Sybèle
- 1992 : La Petite amie d'Antonio de Manuel Poirier : la mère
- 1994 : Il faut que je t'aime de Sébastien Lifshitz (court métrage) : voix
- 1998 : Une minute de silence de Florent-Emilio Siri : la femme du cabaret
- 1998 : L'Examen de minuit de Danièle Dubroux : la femme de la librairie
- 2000 : En vacances d'Yves Hanchar : Colette Bertini
- 2004 : Viva Laldjérie de Nadir Moknèche : la voyante
- 2006 : Le Dernier des fous de Laurent Achard : Charlotte
- 2016 : Jours de France de Jérôme Reybaud : la riveraine excédée
- 2017 : Fais-moi plaisir! de Robert Cantarella (court métrage) : Florence
- 2018 : Un couteau dans le cœur de Yann Gonzalez : la taulière
- 2020 : Garçon chiffon de Nicolas Maury : Yvette
- 2020 : Loin du Léman de Robert Cantarella (court métrage) : Paula

### Télévision
- 1966 : Illusions perdues, mini-série en quatre épisodes de Maurice Cazeneuve
- 1967 : La bien aimée de Jacques Doniol-Valcroze : Alice
- 1967 : Rue barrée, feuilleton télévisé de André Versini : Simone Stern
- 1967 : Les Habits noirs, feuilleton télévisé de René Lucot : Marguerite Sadoulas
- 1967 : Souffle de minuit d'André Fay : Alice
- 1968 : En votre âme et conscience, épisode : L'Affaire Beiliss ou Un personnage en plus et en moins de  Jean Bertho
- 1969 : En votre âme et conscience, épisode : L'Affaire Deschamps ou la reconstitution de  Jean Bertho
- 1969 : Le profanateur d'Edmond Tyborowski : Amata
- 1970 : Les Saintes chéries de Jean Becker, épisode : Ève et son premier client : une hôtesse
- 1970 : Les Aventures de Zadig de Claude-Jean Bonnardot
- 1971 : Le voyageur des siècles (épisode : le grain de sable) : La jeune touriste
- 1972 : Irma la Douce, téléfilm français de Paul Paviot : une fille de joie
- 1972 : La fin et les moyens de Paul Paviot
- 1973 : Là-haut, les quatre saisons, série réalisée par Guy Lessertisseur : la jeune femme
- 1974 : La maison du notable de Jeannette Hubert : Eliane
- 1974 : Sarcelles-sur-mer de Patrick Martin : Arlette
- 1974 : L'alchimiste de Jean-Marie Coldefy
- 1974 : La voleuse de Londres de Marcel Cravenne : Catherine
- 1974 : Au théâtre ce soir : La Moitié du plaisir de Steve Passeur, Jean Serge et Robert Chazal, mise en scène Francis Morane, réalisation Georges Folgoas, Théâtre Marigny
- 1975 : Messieurs les jurés : L'Affaire Lambert d'André Michel : Janine Ubraye
- 1975 : Jack 4 épisodes : Clarisse
- 1976 : Adios, mini-série réalisée par André Michel : Colette Ruisseau
- 1981 : Le loup : Mme Laville
- 1982 : Le Petit Théâtre d'Antenne 2 : Quatre acteurs à bout de souffle d'Henri Mitton, réalisateur Jérôme Habans : Eva
- 1982 : Médecins de nuit d'Emmanuel Fonlladosa, épisode : La Dernière Nuit (série télévisée) : la prostituée
- 1982 : Une autre femme, téléfilm réalisé par Hélène Misserly, dans le cadre de la collection Cinéma 16 : Marie-Claire
- 1983 : Les Amours romantiques (épisode : La dame aux camélias)
- 1984 : L'amour sage de Youri : Yvette
- 1984 : Le Cœur dans les nuages, téléfilm réalisé par François Dupont-Midy, dans le cadre de la collection Cinéma 16 : Sonia
- 1986 : Jours de sable, téléfilm réalisé par Youri, dans le cadre de la collection Cinéma 16 : Martine
- 1986 : Le Privé (Las Aventuras de Pepe Carvalho) (épisode : Young Sierra, peso mosca) : Ex-esposa de Young
- 1987 : Les Enquêtes du commissaire Maigret, épisode : Les Caves du Majestic tiré du roman de Simenon et réalisé par Maurice Frydland
- 1987 : Série noire (épisode : Noces de plomb) : l'épicière
- 1989 : Palace : la femme du mari infidèle sauvé par un poulpe (épisode 5) / la femme vendue à 49 % par son mari (épisode 6)
- 1989 : Le Masque (épisode : L'île aux muettes) : Suze
- 1989 : Tribunal (série télévisée) (épisode: Passage à tabac): Grace de l'Aubépine
- 1978-1991 :  Les Cinq Dernières Minutes : (épisodes :  La Grande truanderie, de Claude Loursais : Gaby ; Crime sur Megahertz de Joannick Desclers : Nina Meinhart; Mort d'Homme de Joannick Desclers : la femme du médecin légiste; Une mer bleue de sang de Maurice Frydland : Fiorina)
- 1991 : Mamie by night : Marathon girl de Bernard Dumont : Geneviève
- 1995 : La Mondaine (épisode : La Madonne de Lisbonne) : Lise
- 1995-1997 : L'histoire du samedi  (épisodes : Terres gelées : Catherine; Et si on faisait un bébé? : Paulette)
- 1999 : Les Terres froides de Sébastien Lifshitz : Madame Chamblasse
- 2001 : Navarro (série TV, saison 13 - épisode 5) : Graine de macadam (Élisabeth Mongeot-Fleury) - réalisation : José Pinheiro
- 2002 : Le Boîteux (épisode : Le baptême du boîteux) : Mme Fargeon
- 2003 : La Crim (épisode : Mort d'un héros) : Françoise Keller

## Théâtre

### Comédienne

#### Années 1960
- 1965 : Les Troyennes d'Euripide, mise en scène Michael Cacoyannis, TNP Théâtre de Chaillot, Festival d'Avignon en 1965 et 1966
- 1968 : La Moitié du plaisir de Steve Passeur, Jean Serge & Robert Chazal, mise en scène Robert Hossein, Théâtre Antoine
- 1969 : Je ne pense qu'à ça de Georges Wolinski et Claude Confortes, Théâtre Gramont

#### Années 1970
- 1970 : Jarry sur la butte d'après les œuvres complètes d'Alfred Jarry, mise en scène Jean-Louis Barrault, Elysée-Montmartre
- 1971 : La Cerisaie d'Anton Tchekhov, mise en scène Pierre Debauche, Maison de la Culture Nanterre
- 1972 : Outrage au public (Publikumsbeschimpfung) de Peter Handke, mise en scène Christian Dente, Petit Odéon
- 1973 : Smoking ou Les Mauvais Sentiments de Jean-Pierre Bisson, mise en scène de l'auteur, Festival d'automne à Paris
- 1974 : Cesare 1950 de Jean-Pierre Bisson, mise en scène de l'auteur, Festival d'Avignon
- 1975 : Cesare 1950 de Jean-Pierre Bisson, mise en scène de l'auteur, Théâtre de Nice

#### Années 1980
- 1980 : Steak house de Victor Haïm
- 1981 : Oh ! Scapin L'Impromptu de Marseille de Marcel Maréchal et Les Fourberies de Scapin de Molière, mise en scène Marcel Maréchal, Théâtre de la Criée
- 1983 : Ariakos de Philippe Minyana, mise en scène Jean-Christian Grinevald, Christian Schiaretti, Théâtre du Quai de la Gare
- 1984 : Chapitre II de Neil Simon, mise en scène Pierre Mondy, théâtre Édouard VII
- 1987 : Inventaires de Philippe Minyana, mise en scène Dominique Bertola, Robert Cantarella, Philippe Minyana, La Criée
- 1989 : Les Petits Aquariums de Philippe Minyana, mise en scène Robert Cantarella, Théâtre national de la Colline

#### Années 1990
- 1990 : Le Voyage d’Henry Bernstein, mise en scène Robert Cantarella, Théâtre 13, Théâtre de Nice
- 1990 : L'Ourse blanche de Daniel Besnehard, mise en scène Claude Yersin, Nouveau théâtre d'Angers
- 1991 : L'Ourse blanche de Daniel Besnehard, mise en scène Claude Yersin, Théâtre Paris-Villette
- 1992 : Le Siège de Numance de Miguel de Cervantès, mise en scène Robert Cantarella, Festival d'Avignon
- 1992 : Sourire des mondes souterrains de Lars Norén, mise en scène Robert Cantarella, Théâtre national de la Colline
- 1993 : Le Renard du nord de Noëlle Renaude, mise en scène Robert Cantarella, Théâtre Ouvert, Théâtre 13
- 1994 : Visiteurs de Botho Strauss, mise en scène Michel Didym et René Loyon, Théâtre de la Ville
- 1995 : Sa maison d’été de Jane Bowles, mise en scène Robert Cantarella, La Coursive La Rochelle, Théâtre national de la Colline, Théâtre Daniel Sorano Toulouse, Théâtre du Port de la lune
- 1998 : Samedi dimanche et lundi d'Eduardo De Filippo, mise en scène Robert Cantarella, Théâtre du Gymnase, Théâtre de Nice
- 1999 : Anne-Laure et les fantômes de Philippe Minyana, mise en scène Robert Cantarella, Théâtre Gérard Philipe
- 1999 : Grand et petit de Botho Strauss, mise en scène Robert Cantarella, Théâtre Gérard Philipe

#### Années 2000
- 2000 : Du matin à minuit de Georg Kaiser, mise en scène Robert Cantarella, La Coursive La Rochelle, Théâtre national de la Colline, Nouveau théâtre d'Angers
- 2000 : Madame Ka de Noëlle Renaude, mise en scène Florence Giorgetti, Nouveau théâtre d'Angers, Théâtre Dijon-Bourgogne
- 2001 : Madame Ka de Noëlle Renaude, mise en scène Florence Giorgetti, Théâtre des Abbesses, Théâtre Dijon-Bourgogne
- 2002 : La Mouette d'Anton Tchekhov, mise en scène Philippe Calvario, Théâtre national de Bretagne, Théâtre des Célestins, Théâtre des Bouffes du Nord
- 2003 : Dynamo d'Eugène O'Neill, mise en scène Robert Cantarella, Théâtre Dijon-Bourgogne, Théâtre national de la Colline
- 2004 : Roberto Zucco de Bernard-Marie Koltès, mise en scène Philippe Calvario, Comédie de Reims, Théâtre des Bouffes du Nord
- 2004 : Le Chemin de Damas d'August Strindberg, mise en scène Robert Cantarella, Théâtre Dijon-Bourgogne, Théâtre national de Strasbourg, Théâtre national de la Colline
- 2005 : Richard III de William Shakespeare, mise en scène Philippe Calvario, Théâtre Nanterre-Amandiers
- 2006 : Richard III de William Shakespeare, mise en scène Philippe Calvario, tournée, Théâtre des Célestins, Théâtre national de Bretagne, Théâtre national de Nice, Le Volcan
- 2006 : Électre de Sophocle, mise en scène Philippe Calvario, Le Quartz, Théâtre Nanterre-Amandiers, Théâtre du Gymnase, Théâtre National de Nice, tournée
- 2008 : Voilà de Philippe Minyana, mise en scène Florence Giorgetti, Comédie de Reims, Théâtre du Rond-Point, tournée

#### Années 2010
- 2011 : Les Rêves de Margaret de Philippe Minyana, mise en scène Florence Giorgetti, Théâtre des Abbesses, Théâtre des Treize Vents, tournée
- 2012 : La Petite Maison de Noëlle Renaude, mise en scène Robert Cantarella, Scène nationale Évreux-Louviers
- 2013 : Inventaires de Philippe Minyana, mise en scène Robert Cantarella, Théâtre de poche Montparnasse

### Metteuse en scène
- 1998 : Dormez, je le veux ! de Georges Feydeau, Théâtre des Abbesses
- 2000 : Madame Ka de Noëlle Renaude, La Faïencerie Creil, Nouveau théâtre d'Angers, Théâtre Dijon-Bourgogne

## Doublage

### Cinéma

#### Films
- Vanessa Redgrave dans :
  - Sherlock Holmes attaque l'Orient-Express (1976) : Lola Deveraux
  - Julia (1977) : Julia
- 1980 : La Terrasse : Carla (Carla Gravina)
- 1980 : Lili Marleen : Anna Lederer (Karin Baal)
- 1983 : To Be or Not to Be : Anna Bronski (Anne Bancroft)
- 1983 : Les Copains d'abord : Meg (Mary Kay Place)
- 1983 : La Valse des pantins : Rita Keane (Diahnne Abbott)
- 1983 : Les Prédateurs : Sarah Roberts (Susan Sarandon)
- 1984 : Il était une fois en Amérique : Carol (Tuesday Weld) (1er doublage)

## Publication
- Do you love me ? : récit, Paris, Sabine Wespieser Éditeur, 2010, 163 p. (ISBN 978-2-84805-089-8).

## Distinctions

### Nomination
- César 1978 : César de la meilleure actrice dans un second rôle pour La Dentellière